# Трёхречье (Кировская область)

Церковь святых Космы и Дамиана с. Трёхречье

Трёхречье — село в Пасеговском сельском поселении Кирово-Чепецкого района Кировской области.

## География
Расстояние до центра поселения (село Пасегово) — 9 км. Расположено в низине, окаймлённой с трёх сторон тремя небольшими речками. Место сухое, ровное, с плотными суглинистыми почвами.

## История
История села началась с деревни Рушмаки, которая располагалась по берегам реки Шиям (с одной стороны реки были Рушмаки-I, а с другой — Рушмаки-II). На приведённом рисунке — часть карты Вятского уезда Вятской губернии (Югринская волость) с наложением современной карты.

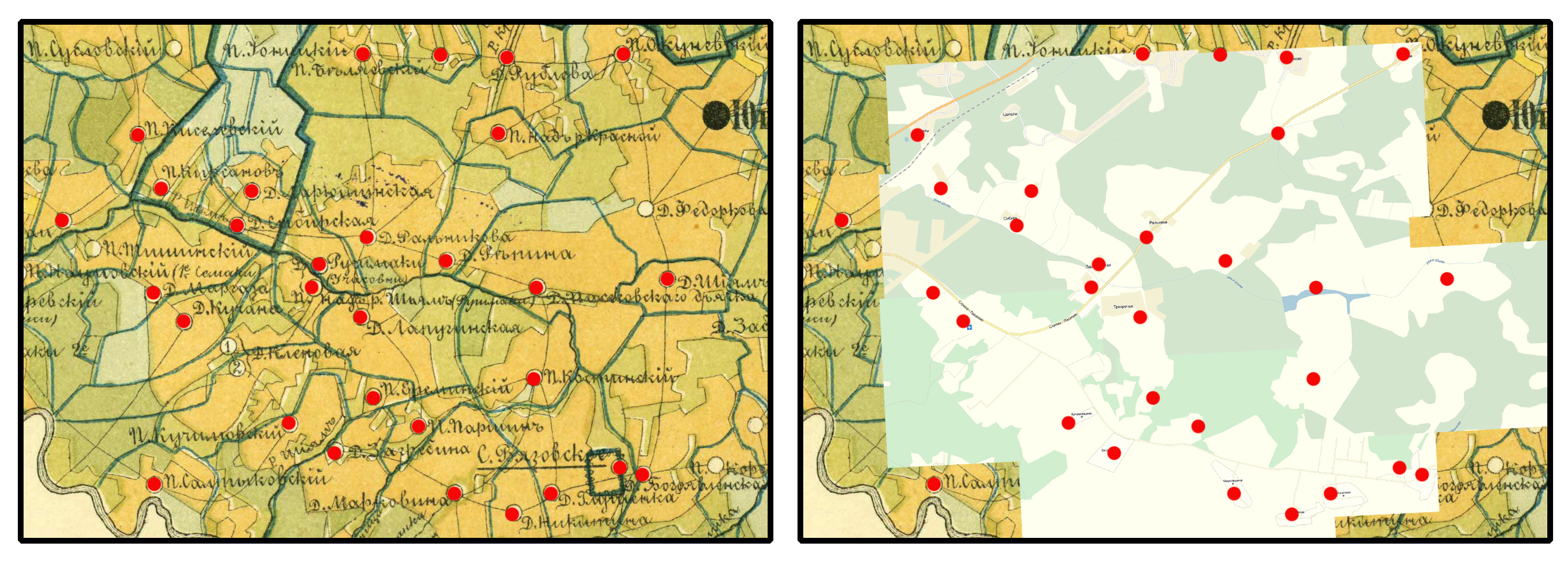
Фрагмент карты Вятского уезда 1886 года (Югринская волость) с наложением современной карты.

В Рушмаках-II (на месте современных Ларюшинцев, на карте обозначены как «Рушмаки у часовни»), в 150 саженях (около 350 метров) от нынешнего села Трёхречье, находилась деревянная часовня во имя Космы и Дамиана (время постройки неизвестно, но из указа Консистории от 22 октября 1742 года следует, что она «древняя»; вероятно, разрушена при советской власти).
Рушмаки-I (на карте обозначены как «Починок над р. Шъямъ») располагались на территории современного села Трёхречье. Рядом находилась деревня Лапугинская (позднее Лапужана, Лопужана), которая была сселена в 1976—1980 годы по решению Исполкома Кирово-Чепецкого райсовета депутатов трудящихся от 14 ноября 1974 года № 381. Этим же решением село Трёхречье было признано населённым пунктом ограниченного развития.
Немного южнее располагался починок Ерёминский. Сейчас место его нахождения можно определить по заметной одиноко растущей на этом месте ольхе.
В 1900 году было основано село Трёхречное, называлось так потому, что находилось в низине, окаймлённой тремя речками. Жители занимались земледелием и ремёслами: валяным, кузнечным, шорным и чеботарным (сапожным).
В 1902—1903 годах в селе Трёхречном построили деревянную церковь. 4 сентября 1905 года она была освящена малым чином в честь явления иконы бессребренников и чудотворцев Космы и Дамиана.
В 1916 году по проекту архитектора И. А. Чарушина была построена каменная церковь. Сам проект был выполнен в 1901 году, о чём свидетельствует в Государственном архиве Кировской области дело «По отношению вятского епархиального архиерея о рассмотрении проекта и смет на местные материалы для постройки каменной церкви, причтовых домов и церковно-приходской школы в селе Трёхречном при дер. Рушмаках Вятского уезда». Церковь Космы и Дамиана была освящена в 1916 году.
Через дорогу от церкви находятся руины какого-то здания из красного кирпича. В советское время там был сельский клуб. Что было раньше — неизвестно.
В селе находилась церковно-приходская школа (с 1906 года). В деревне Кучумовской Вязовского прихода, в трёх верстах — земская школа (с 1905 года).
По данным переписи 1926 года эти населённые пункты относятся к Вятской волости. В селе Рушмаки 1-е, над речкой Шиям, проживает 41 человек, в деревне Рушмаки 2-е, у часовни, — 50 человек, в селе Триречье — 26 человек, в деревне Лопужана (Лапугинская) — 81 человек.
Церковь была закрыта в 1961 году. Религиозный правозащитник Б. В. Талантов в статье «Сергеевщина или приспособленчество к атеизму» привёл сведения об её закрытии как пример религиозных гонений в СССР.
После закрытия церкви колокола ещё долго висели, но иконостас увезли, остальное сломали. Здание церкви использовалось и под школьный спортзал, и под склад минеральных удобрений.
В конце 1990-х храм возвратили Вятской епархии, и по благословению архиепископа Хрисанфа были начаты восстановительные работы.
Сейчас само село отдано под дачную застройку, к югу от него строится коттеджный посёлок.

## Население
| 1926 | 2010 |
| ---- | ---- |
| 26   | ↘14  |

## Галерея

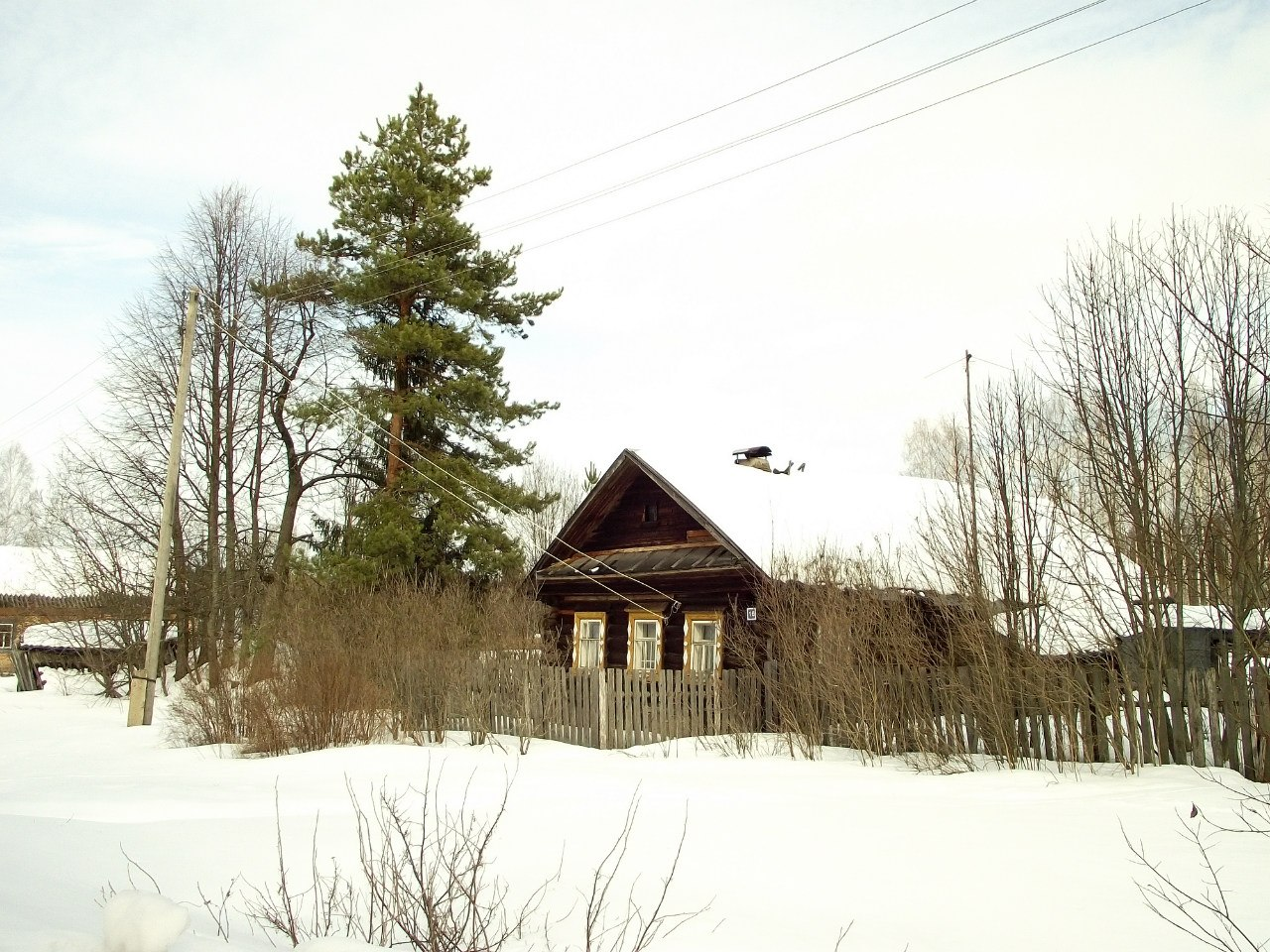
Деревенский дом в деревне Лапугинская.
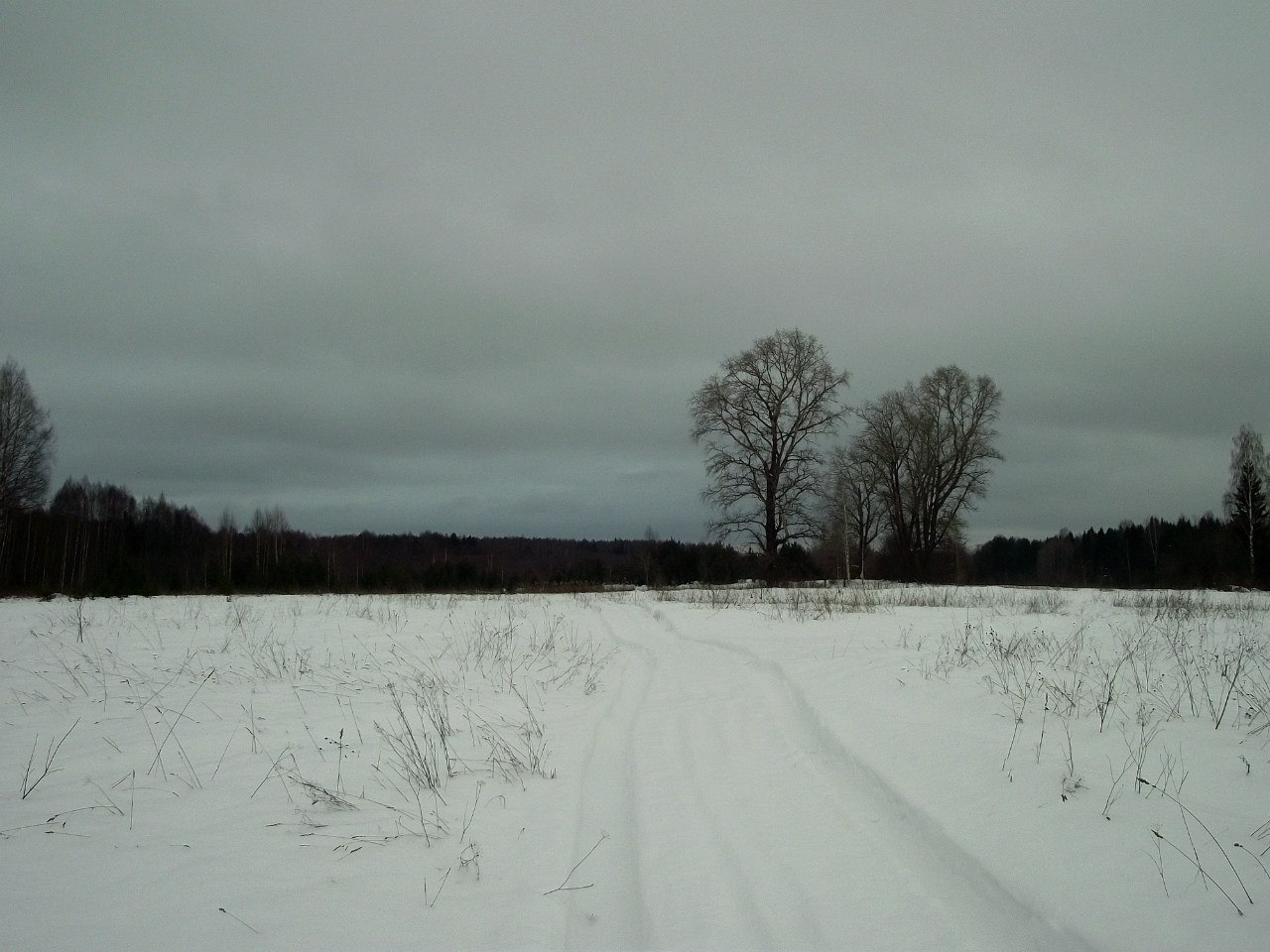
Ольха на месте починка Ерёминский.
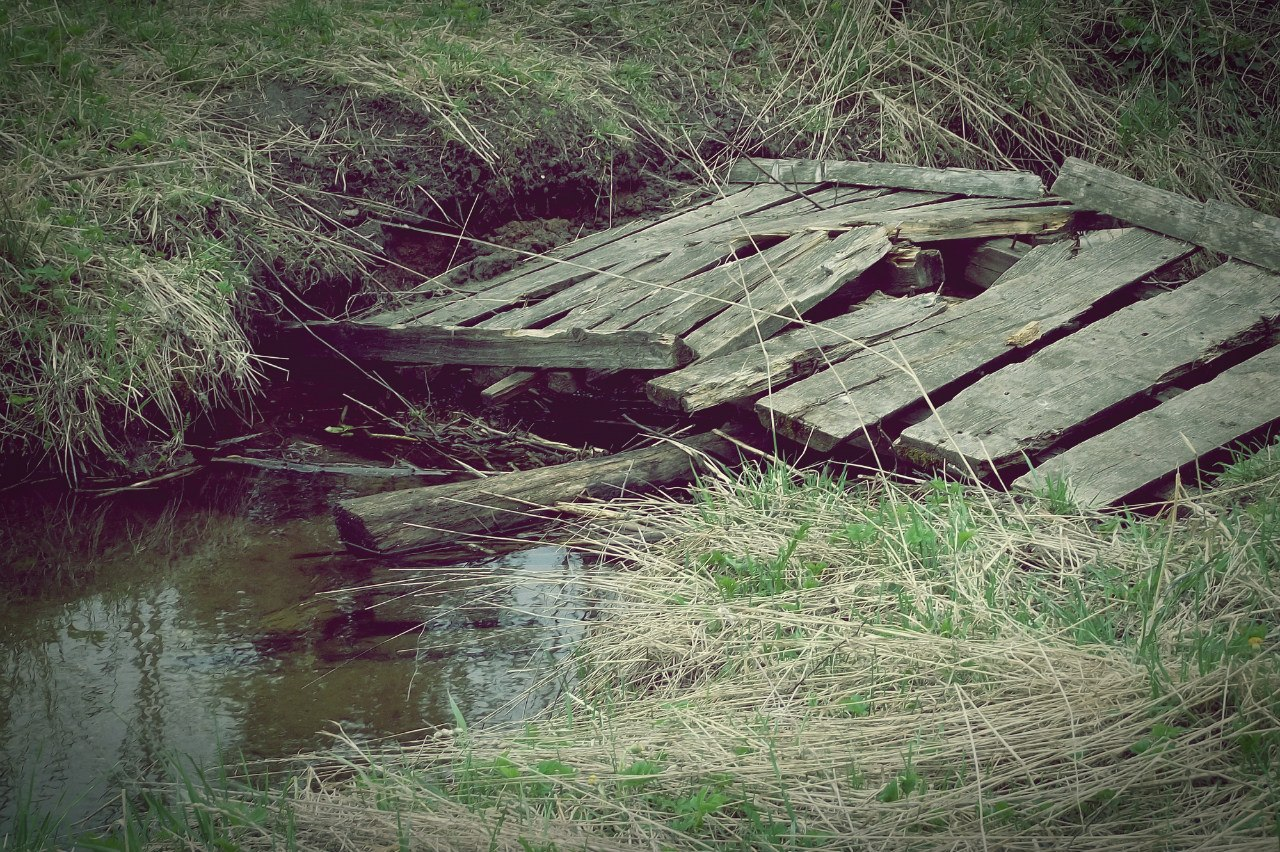
Ручей Заломка, который на карте 1886 года обозначена как Шіямъ.
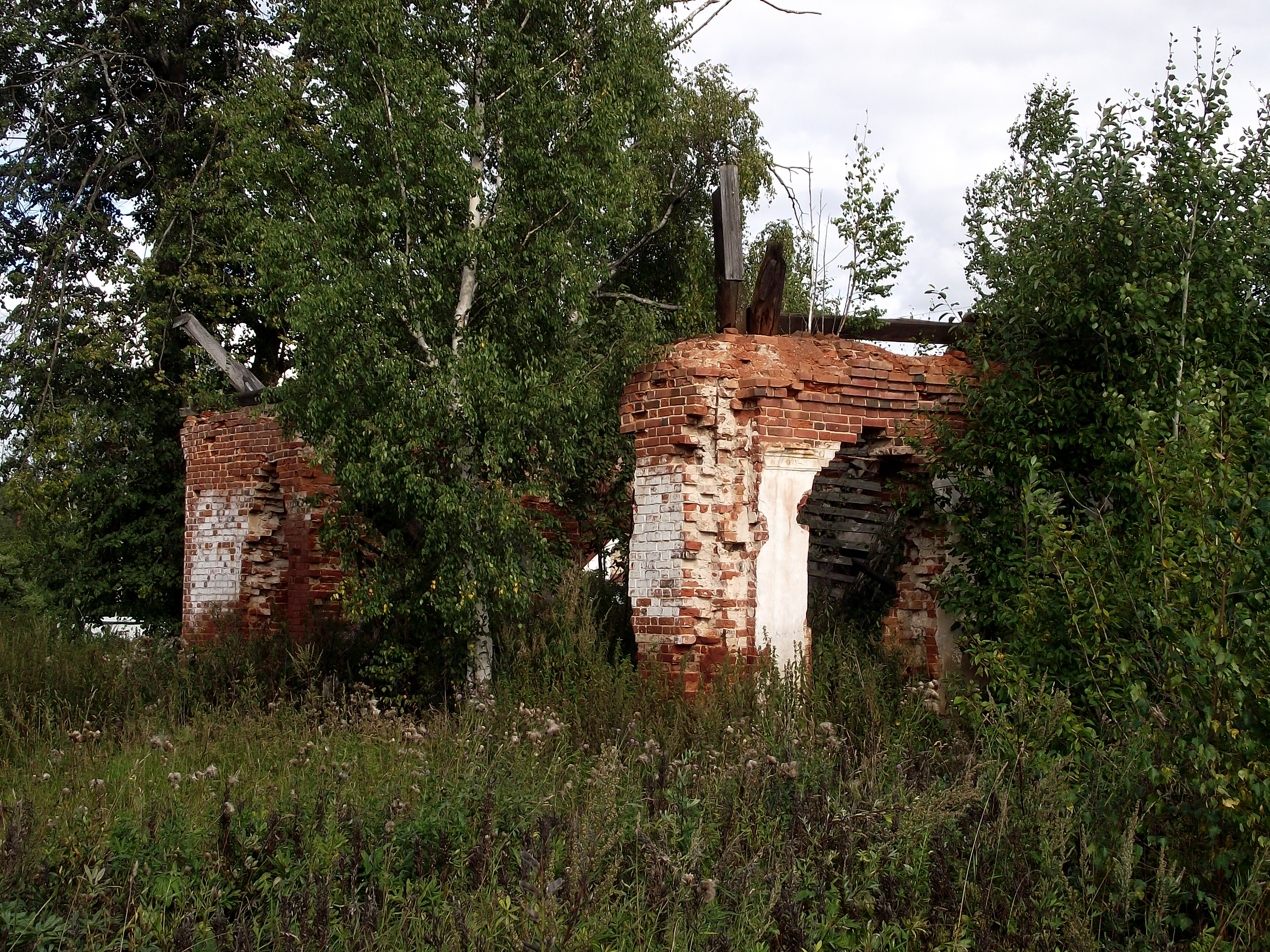
Руины неизвестного строения в селе Трёхречье. По некоторым данным, в советское время здесь был сельский клуб.